# Liste des porte-parole du ministère français de l'Intérieur
Cet article recense les porte-parole du ministère de l'Intérieur français.
| Date de début    | Date de fin     | Porte-parole             | Ministre(s) de l'Intérieur                                                              |
| ---------------- | --------------- | ------------------------ | --------------------------------------------------------------------------------------- |
| Janvier 2008     | Mars 2011       | Gérard Gachet            | Michèle Alliot-Marie Brice Hortefeux                                                    |
| Avril 2011       | Août 2017       | Pierre-Henry Brandet (d) | Claude Guéant Manuel Valls Bernard Cazeneuve Bruno Le Roux Matthias Fekl Gérard Collomb |
| Décembre 2017    | décembre 2018   | Frédéric de Lanouvelle   | Gérard Collomb                                                                          |
| 19 décembre 2019 | 21 janvier 2025 | Camille Chaize (d)       | Christophe Castaner Gérald Darmanin Bruno Retailleau                                    |